# Mathura
Mathura je grad u sjevernoj indijskoj državi Uttar Pradesh.  Smješten je oko 50  km sjeverno od Agre i 145 km južno od Delhija; oko 11 km od grada Vrindavan i 18 km od Govardhana Predstavlja administrativno središte distrikta Mathura u Uttar Pradeshu. U Starom vijeku je Mathura bilo važno ekonomsko središte, odnosno predstavljalo sjecište važnih karavanskih puteva.
Mathura se tradicionalno smatra rodnim mjestom Krishne, te centru Braj ili Brij-bhoomi sadrći Shri Krishna janma-bhoomi, doslovno 'Rodno mjesto Gospodara Krishne'. U drevna vremena je poodignut i hram Keshav Dev kako bi označio Krishnino rodno mjesto (podzemnio zatvor). U epovima Mahabharata i Bhagavata Purana, Mathura se navodi kao prijestolnica Kraljevstva Surasena kojim je vladao Kamsa, Krishnin ujak.
Mathura je poznata kao jedno od prvih središta gdje su se masovno proizvodili prikazi Buddhe - uz Gandharu u današnjem Pakistanu i Afganistanu. Ti su se prikazi prvi put pojavili u 1. vijeku, ali se mathurski prikazi od gandharskih razlikuju po tome što, za razliku od gandharskih, koji odaju grčko-rimski uticaj, pokazuju kraću i kovrčaviju kosu, odnosno podsjećaju na stare indijske bogove plodnosti.

## Vanjske poveznice
- Vodič: Mathura na Wikivoyageu
- Entry on Mathura in the Dictionary on Pali Proper Names
- Read details about Mathura